# Ghada Shouaa
Ghada Shouaa (em árabe: غادة شعاع‎; Muhardeh, 10 de setembro de 1973) é uma antiga atleta síria de heptatlo.
Nos Jogos Olímpicos de 1996, ganhou a primeira e única medalha de ouro olímpica para o seu país.

## Carreira desportiva
Shouaa começou a sua carreira desportiva como jogadora de basquetebol (mede 1,87 m), estando vários anos na equipa nacional do seu país, até que decidiu experimentar a sua sorte no atletismo.
Realizou o seu primeiro heptatlo em 1991, e poucos meses depois participou nos Campeonatos do Mundo de Tóquio, onde acabou classificada numa das últimas posições. Porém, nesse ano, ganhou a medalha de prata nos Campeonatos da Ásia disputados em Kuala Lumpur.
Na sua primeira participação olímpica, nos Jogos de Barcelona de 1992, não conseguiu concluir a prova devido a uma lesão. Em 1993 sagrou-se campeã asiática em Manila e, no ano seguinte, obteve a medalha de ouro nos Jogos Asiáticos de Hiroshima.
A sua entrada na élite mundial deu-se em 1995. Na prestigiosa reunião de Götzis, celebrada todos os anos na Áustria em finais de maio, logrou a vitória com uma marca de 6.715 pontos, que constituiu a melhor marca mundial do ano. Em agosto desse ano ganhou a medalha de ouro nos Campeonatos do Mundo de Gotemburgo, onde a outra favorita, a alemã Sabine Braun, teve que abandonar devido a uma lesão.
Em 1996 voltou a ganhar em Götzis, fazendo a sua melhor marca pessoal, recorde asiático e a melhor marca mundial desse ano, com 6.942 puntos, quase 300 pontos mais que a segunda classificada, a britânica Denise Lewis.
O momento mais importante da sua carreira chegaria nos Jogos Olímpicos de Atlanta. A prova de heptatlo teve lugar nos dias 27 e 28 de julho e Shouaa partia como principal favorita. No final, obteve uma cómoda vitória com 6.780 pontos, dando a primeira medalha de ouro olímpica na história da Síria.
Em 1997 sofreu uma grave lesão que a fez estar afastada das pistas durante dois anos. Reapareceu em 1999, ganhando duas medalhas de ouro (salto de altura e lançamento do dardo) e duas de prata (salto em comprimento e lançamento do peso) nos Jogos Pan-Arábicos disputados em Irbid, Jordânia. Nesse mesmo ano ganhou a medalha de bronze do heptatlo nos Campeonatos do Mundo de Sevilha, sendo vencida pela francesa Eunice Barber.
Ainda esteve presente nos Jogos Olímpicos de Sydney, em 2000, tentando defender o seu título olímpico, mas uma lesão sofrida na primeira prova (os 100 metros com barreiras) obrigou-a a abandonar. No seguimento desta decepção, decidiu retirar-se do atletismo.

## Melhores marcas pessoais
Heptatlo
| Competição                   | Marca        | Data       | Local                   |
| ---------------------------- | ------------ | ---------- | ----------------------- |
| Reunião de Götzis            | 6 942 pontos | 26.05.1996 | Götzis, Áustria         |
| Jogos Olímpicos de 1996      | 6 780 pontos | 28.07.1996 | Atlanta, Estados Unidos |
| Reunião de Götzis            | 6 780 pontos | 28.05.1995 | Götzis, Áustria         |
| Campeonatos do Mundo de 1995 | 6 651 pontos | 10.08.1995 | Gotemburgo, Suécia      |
| Campeonatos do Mundo de 1999 | 6 500 pontos | 22.08.1999 | Sevilha, Espanha        |

Provas individuais
| Prova                    | Marca     | Data       | Local                   |
| ------------------------ | --------- | ---------- | ----------------------- |
| 200 metros               | 23.78 s   | 25.05.1996 | Götzis, Áustria         |
| 800 metros               | 2:11.34 m | 01.12.1993 | Manila, Filipinas       |
| 100 metros com barreiras | 13.72 s   | 27.07.1996 | Atlanta, Estados Unidos |
| Salto em altura          | 1.87 m    | 26.05.1996 | Götzis, Áustria         |
| Salto em comprimento     | 6.77 m    | 26.05.1996 | Götzis, Áustria         |
| Arremesso do peso        | 16.25 m   | 12.08.1999 | Irbid, Jordânia         |
| Lançamento do dardo      | 54.82 m   | 26.05.1996 | Götzis, Áustria         |